# 91:an Karlsson
Pour les articles homonymes, voir 91:an.
91:an Karlsson, que l'on peut traduire par « Karlsson matricule 91 », est une série de bande dessinée suédoise créée en 1932 par le dessinateur et scénariste Rudolf Petersson.

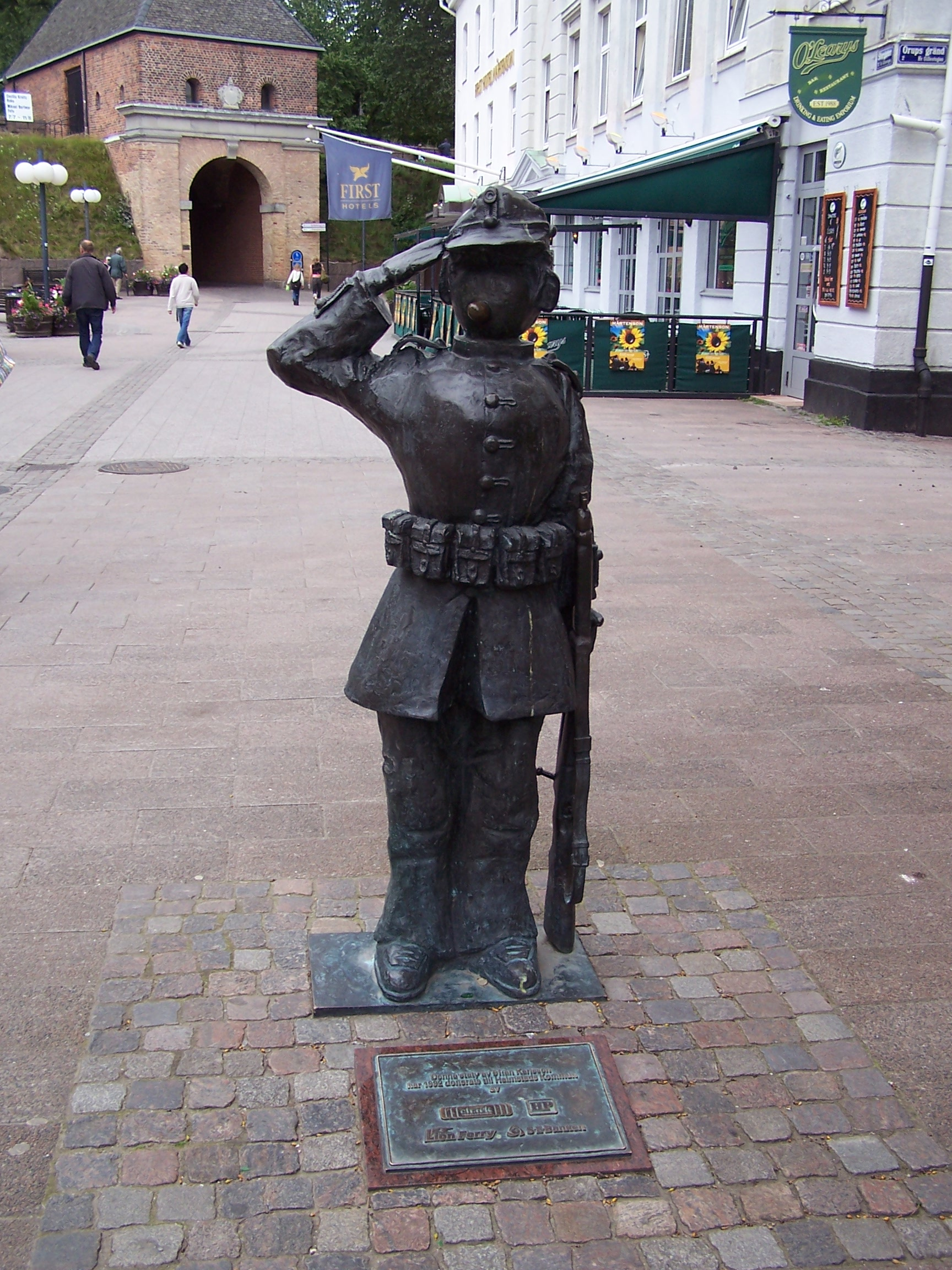
Statue sur la grand-rue de Halmstad représentant le soldat Karlsson no 91.

## Présentation
La série suit les aventures de Mandel Karlsson, dit « 91:an Karlsson », conscrit du service militaire obligatoire, au sein du régiment de la ville imaginaire de Klackamo, et de plusieurs de ses collègues et supérieurs hiérarchiques, dont son ami 87:an Axelsson, le soldat 52:an Johansson, le capitaine Berån, le sergent Revär et le redouté colonel du régiment.
Elle consiste en de courts récits humoristiques qui, bien qu'inscrits dans l'actualité, restent fidèles aux codes du comique troupier de la première moitié du XXe siècle. Ainsi, les uniformes que portent les personnages demeurent ceux de l'infanterie suédoise des années 1930.

## Historique
La série, créée à l'origine sous le nom En beväringsmans upplevelser och äventyr (« Expériences et aventures d'un conscrit »), paraît pour la première fois 1932 dans l'hebdomadaire suédois Allt för Alla.

## Adaptations
La bande dessinée a été adaptée à plusieurs reprises au cinéma. On compte parmi ces adaptations :
- 91:an Karlsson. « Hela Sveriges lilla beväringsman », réalisé par Hugo Bolander (sv) et sorti en 1946 ;
- 91:an Karlssons permis, réalisé par Gösta Bernhard et Hugo Bolander (sv) et sorti en 1947 ;
- 91 Karlssons bravader, réalisé par Gösta Bernhard et sorti en 1951 ;
- Alla tiders 91 Karlsson, réalisé par Gösta Bernhard et sorti en 1953 ;
- 91 Karlsson rycker in, réalisé par Arne Ragneborn (sv) et sorti en 1955 ;
- 91:an Karlsson slår knock out, réalisé par Gösta Lewin (sv) et sorti en 1957 ;
- 91:an Karlsson muckar (tror han), réalisé par Åke Grönberg (sv) et sorti en 1959 ;
- 91:an och generalernas fnatt, réalisé par Ove Kant (sv) et sorti en 1977.